# Eristalinus aeneus
Eristalinus aeneus es una especie de sírfido. Originario de Europa, ha sido introducido en casi todo el mundo; solo falta en la región neotropical y en las zonas polares.
Mide de 8 a 12 mm. Los ojos tienen numeroso puntitos, más numerosos hacia la parte de arriba.